# Первородный грех (книга)
«Первородный грех: деградация президента Байдена, её сокрытие и его катастрофическое решение баллотироваться снова» (англ. Original Sin: President Biden's Decline, Its Cover-up, and His Disastrous Choice to Run Again) — книга американских журналистов Джейка Таппера и Алекса Томпсона, изданная в 2025 году. В книге описывается когнитивный и физический упадок 46-го президента США Джо Байдена (2021—2025) и меры его команды по сокрытию этого.

## Предыстория
Первые президентский дебаты 2024 года между Джо Байденом и Дональдом Трампом, которые вели ведущие CNN Джейк Таппер и Дана Бэш, состоялись 27 июня 2024 года. Байден выступил крайне неудачно, что сразу после дебатов вызвало волну беспокойства по поводу его возраста, состояния здоровья и способности исполнять обязанности президента на второй срок. Эти опасения в конечном итоге привели к тому, что 21 июля 2024 года Байден снял свою кандидатуру с выборов, поддержав вместо себя вице-президента Камалу Харрис в качестве кандидата от Демократической партии.
Харрис проиграла выборы Трампу, уступив как по итогам народного голосования (48,3% против 49,8%), так и по количеству голосов выборщиков (226 против 312). Примечательно, что у Харрис было всего 3,5 месяца на полноценную избирательную кампанию, причём она не участвовала в праймериз. После поражения Харрис многие аналитики начали обсуждать, могла ли она или другой кандидат от демократов победить, если бы Байден изначально не баллотировался на второй срок. Дэвид Плоуфф, один из руководителей кампании Харрис, заявил, что провальные дебаты Байдена и его решение сняться с выборов более чем через три недели после них фактически предопределили поражение Харрис.

## Содержание
Основное внимание в книге уделяется освещению в средствах массовой информации деятельности 46-го президента США Джо Байдена с 2021 по 2025 годы. В частности, книга раскрывает, что перед публикацией нашумевшего материала The Wall Street Journal о когнитивных способностях Байдена другое национальное СМИ отказалось от аналогичной статьи после гневного звонка журналисту от Стива Рикетти, одного из ближайших советников президента. Кроме того, в книге подробно рассказывается, как команда Байдена пыталась упреждающе формировать повестку — например, намеренно предоставляя отчёт специального прокурора Роберта Хура, расследовавшего скандал с секретными документами президента, в первую очередь лояльным журналистам, чтобы заранее задать нужный тон его освещению.
Отдельное внимание в книге уделяется проблемам кампании Байдена с видеоконтентом. Как пишут Таппер и Томпсон, команде приходилось прилагать значительные усилия для создания благоприятного визуального образа кандидата, что было «постоянной головной болью». Для этого они привлекали режиссёра Стивена Спилберга, экспериментировали с монтажом, включая полностью постановочную (и так и не вышедшую в эфир) виртуальную встречу с избирателями. Штаб активно использовал замедленную съёмку, чтобы скрыть медлительность движений Байдена в реальном времени, а также дополнительные монтажные правки для маскировки его оговорок и моментов, когда он спотыкался. Авторы книги приводят показательные детали о мерах, которые принимало окружение Джо Байдена для защиты президента во время его избирательной кампании. Команда специально прокладывала сокращённые маршруты для выхода на сцену, устанавливала дополнительные поручни на всех лестницах и использовала уменьшенный трап для посадки на борт Air Force One — всё это должно было облегчить Байдену передвижение во время публичных мероприятий. Несмотря на эти предосторожности, его команда до последнего уверяла, что 81-летний президент полностью способен исполнять обязанности второй срок.
В книге также раскрываются закулисные подробности подготовки к президентским дебатам в июне 2024 года и их последствий. Согласно книге, команда Байдена опоздала на обязательную репетицию перед дебатами. В то время как кандидат от Республиканской партии Дональд Трамп прибыл к 18:00 и к 19:00 уже осматривал студию, задавая главе CNN Марку Томпсону вопросы по организации, команда Байдена пропустила назначенное время, что вызвало панику у продюсеров телеканала. Один из руководителей CNN даже позвонил советнику Байдена Аните Данн, чтобы выяснить, где находится кандидат. Данн ответила, что ему не нужна репетиция, так как он «участвовал в дебатах множество раз», но представитель CNN настаивал, что президенту необходимо ознакомиться со сценой и технической подготовкой. В итоге Байден появился в студии лишь между 20:32 и 20:50 — за 10 минут до начала эфира. Перед июньскими дебатами команда вице-президента Камалы Харрис забронировала для неё эфиры на четырёх телеканалах, чтобы прокомментировать выступление Байдена. Однако последствия дебатов оказались настолько негативными для президента, что некоторые сотрудники советовали ей отменить интервью. Харрис всё же решила их провести, но, возможно, пожалела об этом после беседы с журналистом CNN Андерсоном Купером: сложные вопросы ведущего, казалось, задели вице-президента. По данным авторов книги, после интервью Харрис была в ярости и заявила сотрудникам, что «этот ублюдок даже не обращается со мной как с вице-президентом США» (англ. this motherf*cker doesn’t treat me like the damn vice president of the United States).
Ещё одной проблемой стало то, что к середине президентского срока Байден начал забывать имена даже своих ближайших сотрудников и людей, с которыми был знаком более десяти лет. Например, в декабре 2022 года на совещании по освобождению американской баскетболистки Бриттни Грайнер из российской тюрьмы он назвал советника по национальной безопасности Джейка Салливана «Стивеном», а директора по коммуникациям Белого дома Кейт Бедингфилд и вовсе обозначил просто как «прессу».
В книге говорится, что предвыборная кампания Байдена обсуждала, ему потребуется инвалидная коляска на втором сроке в случае, если он победит на президентских выборах 2024 года, однако считала это политически нецелесообразным. Личный врач Байдена, доктор Кевин О'Коннор, в частном порядке предупреждал команду президента, что если здоровье Байдена ухудшится в 2023—2024 годах, то «ему может потребоваться инвалидная коляска для восстановления, которое может оказаться трудным».

## Реакция
Книга получила положительные отзывы от таких изданий, как The New York Times, The Washington Post и Los Angeles Times. Тайлер Остин Харпер из The Atlantic провёл параллель между угасанием Байдена и судьбой заглавного героя шекспировской трагедии королём Лиром. Дэвид Смит из The Guardian охарактеризовал книгу как «разгромный отчёт о президенте, изолированном от реальности». Норман Соломон из The Nation, хотя и похвалил книгу, призвал относиться к некоторым её разделам с долей скепсиса, поскольку они основаны на анонимных источниках и местами содержат непроверенные данные.
Представитель команды Байдена раскритиковал книгу, назвав её «попыткой наживы» и заявив: «Мы по-прежнему ждём доказательств того, что Джо Байден когда-либо оказывался неспособен принять президентское решение, ставил под угрозу национальную безопасность или не справлялся со своими обязанностями». Внучка президента Наоми Байден заявила, что книга представляет собой «набор банальных, бездарных лжей, состряпанных безответственными журналистами, гонящимися за дешёвой славой и быстрыми деньгами».